# جون كيسيل (سياسي)
جون كيسيل هو سياسي أسترالي، ولد في 1870 في Kadina, South Australia ‏ في أستراليا، وتوفي في 15 نوفمبر 1933 في Lewisham, New South Wales ‏ في أستراليا. انتخب عضو المجلس التشريعي لولاية كوينزلاند ‏ عن دائرة Electoral district of Port Curtis ‏ (26 أكتوبر 1912 – 22 مايو 1915).